# سام بوردمان-جاكوبس
كان سام بوردمان جاكوبس (1942 - يناير 2022) كاتبًا مسرحيًا ومخرجًا ومصممًا للسينوغرافيا من مواليد يوركشاير ونشأ في ميدلاندز ولندن. بعد أن عاش في غلامورجان، ويلز لمدة 25 عامًا، أقام لاحقًا في فرنسا وإسبانيا. وحصل أيضًا على درجة الماجستير من ترينيتي لابان، وأصبح مصمم رقصات. قبل وفاته، كان يتنقل بين فرنسا وإسبانيا والمملكة المتحدة.

## سيرة
يُعرف بوردمان جاكوبس، وهو أستاذ سابق في المسرح والدراما الإعلامية بجامعة جلامورجان، بأبحاثه في دراما الهولوكوست، والمسرح اليديشي، ومسرح المثليين والمثليات، والكاتب المسرحي الإسباني فيديريكو جارسيا لوركا، والحرب الأهلية الإسبانية، والتي تنعكس جميعها في مسرحياته. وقد أكسبه عمله مع مسرح شباب مانشستر حول الهولوكوست والدراما اليديشية استحسانًا كبيرًا، وفي عام 2002، حصل على منحة من الجمعية الأوروبية للثقافة اليهودية عن مسرحيته محاولة أن تكون، والتي تستكشف الهوية اليهودية في بريطانيا المعاصرة.
بعد حصوله على درجة الماجستير في تصميم الرقصات في جامعة لابان في لندن، أصبح بوردمان جاكوبس المدير الفني لمسرح الرقص Found Reality في كارديف، حيث أنشأ مسرح رقص مصممًا للرقص. تحكي مسرحيته المسرحية العب فيديريكو من أجلي قصة خيالية عن الممثلة الكاتالونية مارغريتا زيرجو، التي تعتمد على شبح فيديريكو غارسيا لوركا أثناء منفاها بعد الحرب الأهلية الإسبانية لمساعدتها في معركتها السياسية والفنية مع إيفا بيرون حول العرض الأول لأوبرا لوركا بيت برناردا ألبا. قام أيضًا بترجمة وتعديل مسرحية لوركا الجمهوري التي أنتجتها شركة Found Reality Theatre في عام 2005. مسرحيته الإذاعية التي قدمها عام 2007 بعنوان العمود السادس لديه ساقان أفضل تصور تجارب أربع فتيات كورال في مدريد أثناء حصار المدينة.
تحكي رواية Passion for the Impossible للكاتب Boardman-Jacobs قصة فيوليت ليدوك وجان جينيه في باريس في زمن الحرب، بينما تصور رواية Red Hot and Blue انعكاس المغنية ليبي هولمان على حياتها، بما في ذلك محاكمة جريمة قتل، وعلاقة غرامية مع مونتغمري كليفت، وحملات الحقوق المدنية المبكرة خلال الحرب العالمية الثانية، في الليلة التي سبقت انتحارها.
في عام 2003، قامت بوردمان جاكوبس بالتدريس في دورة ليمونيا للكتاب ذوي الإعاقة، وهو مشروع نظمته شركة مسرح جراي، ورايترنت، وتي نيويد. مسرحيته التي ألفها عام 2004، احتضان البرابرة، والتي استندت إلى الخيالات السياسية والجنسية للشاعر اليوناني المحتضر قسطنطين كفافيس، تضمنت أداءً أصمًا في دور شخصية سامعة في محاولة لجعل المسرحية في متناول كل من الممثلين والجمهور الصم والسامعين.
قام بوردمان جاكوبس بتدريس دورات الإرشاد الكتابي والدراما في أماكن مختلفة، بما في ذلك مسرح سوهو، ومركز الممثل في لندن، ومؤسسة أرفون، وتاي نيويد في شمال ويلز، بالإضافة إلى دورات الماجستير في كتابة السيناريو في كارديف وإكستر. وفي فرنسا والمملكة المتحدة، قام بتدريس دورات الماجستير في كتابة السيناريو والدراما. وكان أيضًا كاتب سيناريو لمدة 12 عامًا في برنامج The Archers على راديو BBC 4 وكاتبًا لبرنامج Brookside على القناة الرابعة. بالإضافة إلى ذلك، قام بالترجمة من الإسبانية إلى الإنجليزية.

## المسرحيات
- قوس قزح شخص آخر ، 1979
- الانطلاق إلى إيثاكا 1980
- فاربلاس! 1996
- تشغيل فيديريكو بالنسبة لي ، 1998
- شغف المستحيل ، 1999
- اللجوء ، 2001
- محاولة أن تكون ، 2002
- لماذا هذه الليلة؟ ، 2003
- احتضان البرابرة ، 2004
- الجمهور 2005 (الترجمة الإنجليزية من رواية لوركا الجمهور)
- أحمر حار وأزرق 2007

## مسرحيات إذاعية
- كان اسمها ميلينا 1982
- الجمعة الأخيرة في القدس 1984
- ديون فاني روزن المعدومة 1985
- بعد كل حلم 1988
- مواجهة الشمس 1986
- بعد كل حلم 1988
- ألا يعيش الجميع في قاعة الرقص؟ 1991
- ساحة صداع الكحول (مقتبسة من رواية باتريك هاملتون) 1994
- اختطاف إستر ليونز ، 1999
- زوج واحد من الأيدي (سلسلة من 5 أجزاء) 2001 (مقتبس من رواية مونيكا ديكنز)
- العمود السادس لديه أرجل أفضل (سلسلة من خمسة أجزاء) 2007

## عروض مسرح الرقص
مع مسرح الرقص الواقعي:
- جرائم قتل ناعمة (ثلاث مسرحيات رقص مبنية على لوحات ثلاثة فنانين مثليين: جيلبرت وجورج، آندي وارهول، فرانسيس بيكون. مسرح الفنون في تشابتر؛ مسرح أتريوم كارديف؛ مهرجانات كارديف وإدنبرة فرينج.
- "كباريه الألم" عمل قيد التنفيذ تم إنشاؤه لاستكشاف المحرمات المتعلقة بالألم في الأداء. تم عرضه كتدخل في مؤتمر في مسرح ATRIUM في كارديف كجزء من مؤتمر TAPRA Drama.
- "مشروع ماياكوفسكي" مبني على ممارسات الأداء التي وضعها مايرهولد، ويهدف إلى تقديم دليل تدريبي من قبل مسرح الواقع المكتشف لمدرسي ممارسة الأداء البدني. "كل واحد يعلم واحدًا - تدريب المدربين لتدريب الممارسين لتدريب ممارسي الأداء.
- "شارع التماسيح" تكريمًا لتاديوس كانتور - تم تأسيس شركة مسرح الواقع بالتعاون مع قسم المسرح بجامعة جلامورجان.
- "الأسود والأزرق" - الجسد المتألم هو مدينة تحت الحصار مركز الفنون كارديف.
- "النساء المحتلات" أزياء النساء والتعاون في فرنسا المحتلة عام 1944 مسرح بيتي تشابيتو، سان جان دانجلي، فرنسا.

## روابط خارجية
- مسرحيات إذاعية